# Suoyi, wo he hei fen jiehunle
Suoyi, wo he hei fen jiehunle (所以 , 我和黑粉结婚了S), noto anche con i titoli internazionali So I Married an Anti-fan e No One's Life Is Easy, è un film del 2016 scritto e diretto da Kim Jae-young.

## Trama
Hoo-joon, attore coreano residente in Cina, incontra una celebre attrice in un locale notturno; la giornalista Fang Miao-miao cerca di fotografarlo, ma l'azione in seguito le si ritorce contro, tanto da finire licenziata. La giovane decide allora di diventare la più grande detrattrice e oppositrice dell'uomo, tanto da diventare rapidamente celebre nella rete; quando tuttavia entrambi si ritrovano a corto di denaro, e praticamente costretti a partecipare insieme al medesimo reality show, scoprono che alla base di tutto erano presenti alcuni fraintendimenti.

## Distribuzione
In Cina, la pellicola ha avuto una distribuzione a livello nazionale a cura della Polybona Films, a partire dal 30 giugno 2016.